# Leo Frank
Leo Max Frank (17 de abril de 1884 – 17 de agosto de 1915) foi um norte-americano que se tornou o único judeu conhecido a ser linchado em solo americano. Gerente de uma fabrica em Atlanta, Geórgia, Frank foi acusado de estuprar e matar uma garota de 13 anos chamada  Mary Phagan. Logo após a condenação de Leo Frank, novas evidências surgiram pondo em cheque sua real culpa. Após o governador conceder misericórdia livrando-o da pena de morte, Frank foi raptado da prisão e linchado por um grupo de pessoas que se auto-intitulavam  "Cavaleiros de Mary Phagan". Há rumores de que o grupo era formado por filhos de congressistas, advogados, entre outras pessoas de altos cargos na justiça.

## Vida
Leo Frank nasceu em Cuero no estado do Texas, filho de  Rudolf e Rae Frank. Sua família se mudou para o Brooklyn em Nova York, pouco tempo depois dele nascer. Ele estudou num colégio público da cidade, o Pratt Institute, e se formou na Universidade Cornell .
Após  formar-se em engenharia, ele se casou com Lucille Selig em 1910. Lucille advinha de uma rica família dona de indústrias, que duas gerações passadas havia fundado a primeira sinagoga judia de Atlanta. Um dos tios de Frank era veterano da Guerra da Secessão e possuía uma fábrica de Lápis. Dessa forma Leo acabou se tornando gerente da fábrica, tendo viajado para Massachusetts, em Nova York, e  depois à Alemanha para aprender mais sobre a fabricação de Lápis.

## Relacionamento com Mary Phagan

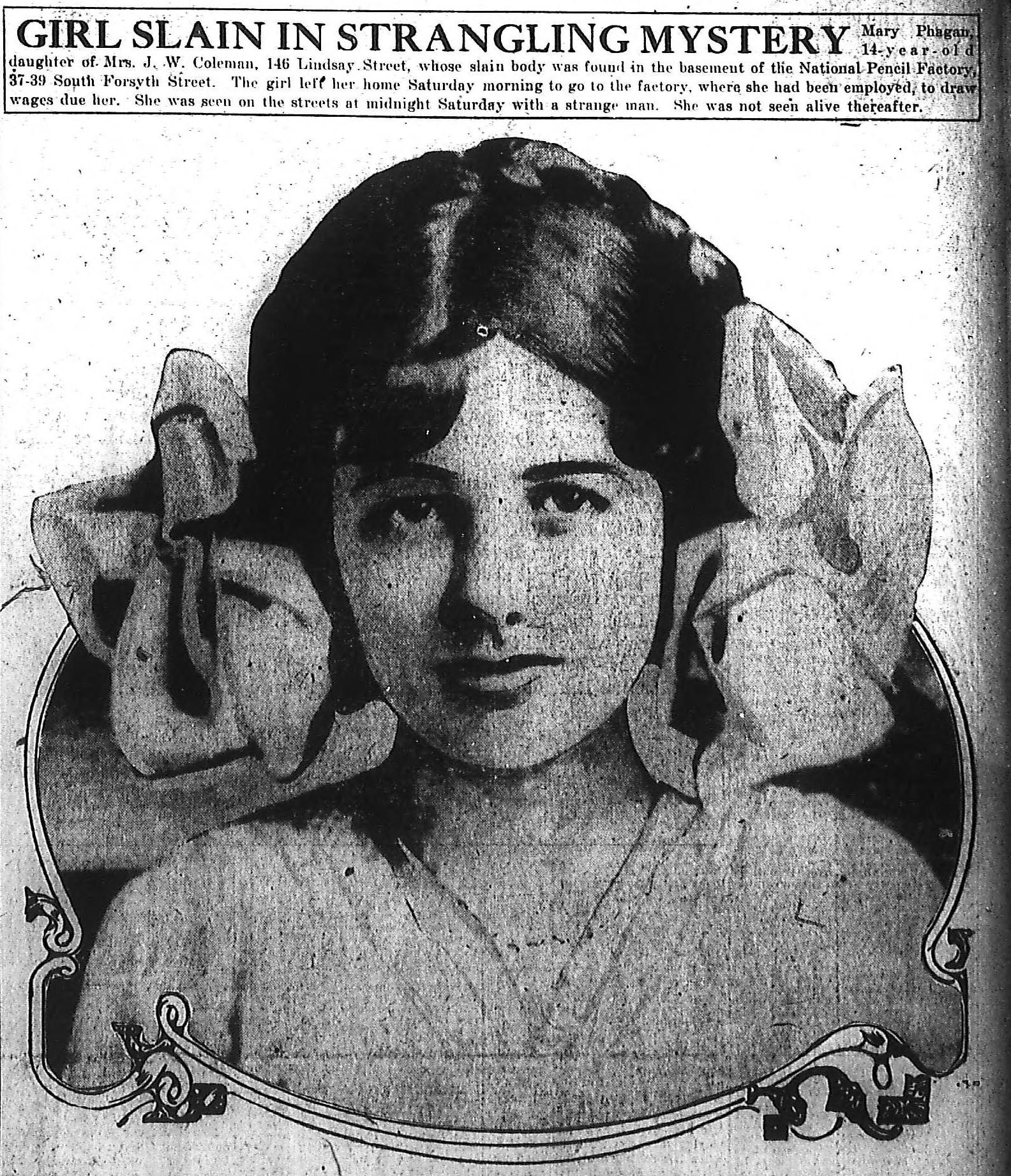
Mary Phagan pouco antes do assassinato.

Mary Phagan começou a trabalhar desde cedo para ajudar no sustento dos seus cinco irmãos, já que sua mãe era viúva. Com treze anos, ela vivia nos arredores da cidade de Atlanta. Na semana anterior ao seu assassinato, problemas técnicos na fábrica reduziram sua carga horária, e o seu salário foi reduzido para $1.20. Em 26 de abril de 1913, estava sendo celebrado um memorial sobre a guerra civil, e nesse dia ela foi até a fábrica receber seu pagamento antes de ir a parada militar. O responsável por seu pagamento era Leo Frank.

## Investigação
No dia 27 de abril, a policia foi chamada pelo vigia da fábrica, Newt Lee, que disse ter encontrado uma menina morta.
Quando a policia chegou na fábrica, encontraram o corpo de Mary Phagan em um porão escuro. Phagan foi estrangulada com uma corda, e aparentemente estuprada.
A primeiro momento, Frank teria dito que o ponto de presença de Newt Lee tinha sido batido, o que deveria ocorrer a cada meia hora durante a sua ronda. Porém mais tarde Leo teria dito que o vigia não teria registrado seu horário em três intervalos seguidos.
A policia investigou diversos suspeitos, e prendeu Lee e um amigo de Phagan, entrementes ambos foram inocentados pouco tempo depois. Um detetive que investigava o caso encontrou uma blusa ensangüentada na casa de Lee, mas o promotor do caso alegou mais tarde que a blusa tinha sido implantada por Frank para incriminar o vigia.
Todavia, ele não foi considerado suspeito no começo. Foi notado mais tarde que ele não havia atendido ao telefone às quatro da manhã quando a policia o ligou, e que ele ficou muito nervoso ao ser forçado a ir a fábrica antes do amanhecer. Frank tremia de tão nervoso que estava, e segundo os policiais, ele não conseguia realizar movimentos básicos. No julgamento, Frank teria alegado que a policia teria se negado a dizer o motivo da ida dele à fábrica tão cedo.
O Jornal Atlanta Constitution contestou a versão de Frank. Assim logo se iniciou uma concorrência entre esse jornal e o Georgian. Mais de quarenta edições extras surgiram nos dois jornais apos a morte de Mary Phagan. O Jornal Georgian publicou uma foto adulterada do corpo de Mary unido a outros cadáveres. Outras evidências do crime "sumiram" após a polícia as emprestar ser publicado nos jornais. Eles próprios passaram a oferecer recompensas para quem soubesse quem era o verdadeiro assassino, o que fez a polícia receber inúmeras denúncias falsas. Uma dessas evidencias desaparecidas era uma carta, supostamente escrita por Mary, a qual ela dizia que estava morrendo e que um negro a estava matando. Mais tarde, Jim Conley, o faxineiro negro da fábrica, disse que Leo Frank lhe teria ditado a carta.

### Frank suspeito

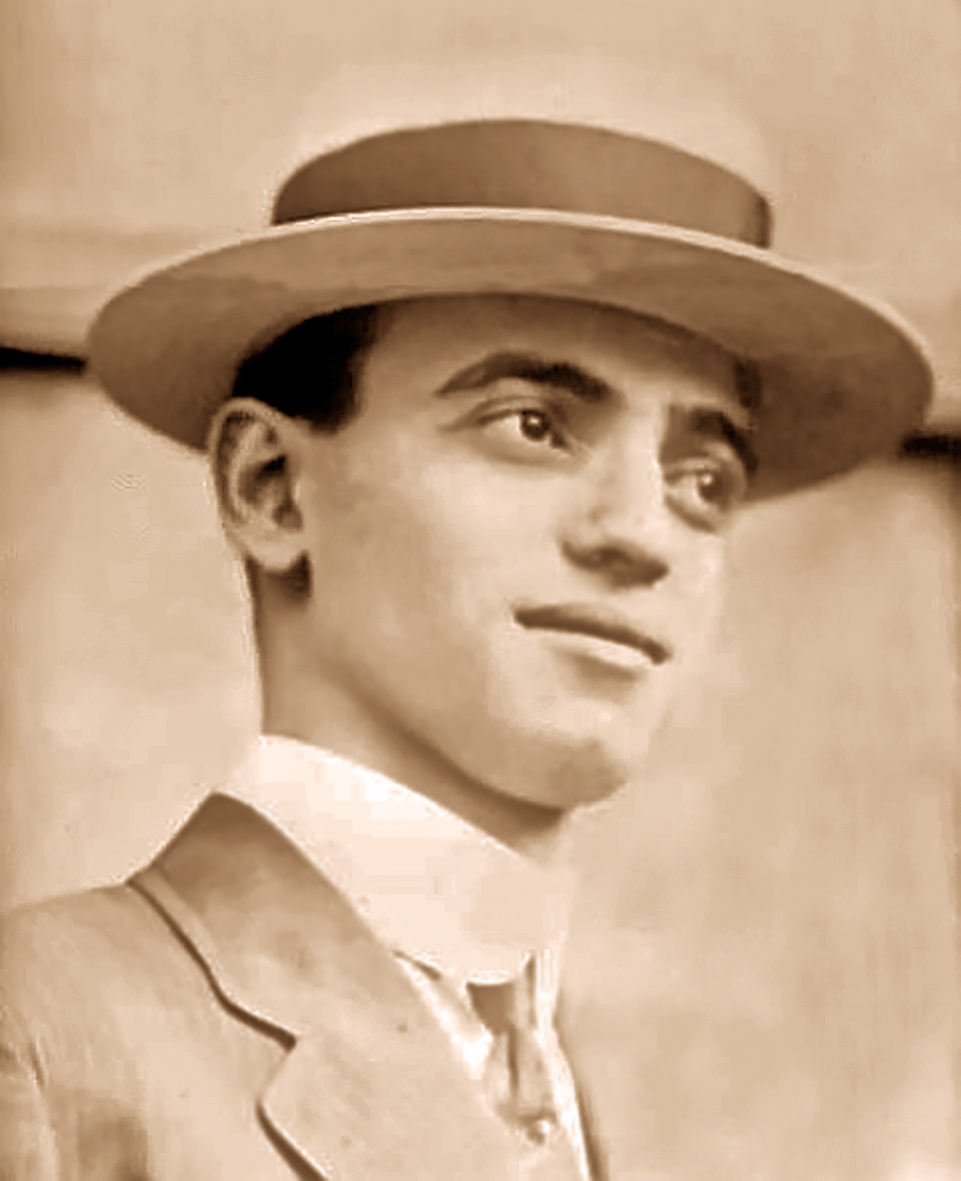
Leo Frank Formou-se em Engenharia na Cornel

George Epps, amigo de Mary, acabou revelando que Leo Frank a assediava e que ela tinha medo dele. A polícia aparentemente intimidava as testemunhas do caso, sendo que uma dessas, Nina Formby, dona de um bordel e conhecida de Frank, teria desmentido suas declarações dizendo que a polícia a tinha dopado para que ela falasse.
Frank então contratou dois detetives para provar sua inocência. O público não viram isso com bons olhos, mas Frank produziu inúmeros álibis o tirando do local do crime. As suspeitas realmente caíram sobre ele por causa de sua demora em convocar uma importante testemunha,  Lemmie Quinn. Todavia, o Jornal  Georgian começou a tomar partido contra Frank, enquanto o jornal Constitution continuou criticando a polícia e o andamento das investigações.

### Jim Conley
Em 1 de maio, Jim Conley, o faxineiro da fabrica, foi pego por um funcionário da fabrica lavando uma camisa. Conley tentou esconder a camisa e alegou que as manchas nela advinham de ferrugem. Tempos depois, Conley havia jurado que sabia ler e escrever, o que foi crucial no episódio da carta escrita por Phagan. Ele tinha antecedentes de problemas com álcool e havia participado de uma gangue quando era mais jovem.
O segurança da fábrica tempos depois teria dito  ao Georgian que achava que Conley tinha matado Phagan enquanto estava bêbado. No dia 28 de maio o jornal publicou uma reportagem de capa com o título  "SUSPICION TURNED TO CONLEY; ACCUSED BY FACTORY FOREMAN." (Traduzindo: "Vigia acusa: Conley é suspeito"). Ao sair da reportagem, Conley contou sua versão, dizendo que na noite do assassinato ele encontrou Frank, visivelmente nervoso, numa parte escura da fábrica, o fazendo se esconder em um armário para evitar que fosse visto por duas mulheres. Depois teria ditado a carta supostamente feita por Mary, lhe dado cigarros, e mandando-o  ir embora da fábrica. Logo após, Conley teria ido beber e assistir a um filme. O salário de Phagan também havia sumido, levando a policia supor se ele a teria matado para roubar seu dinheiro. A mesma policia teria chamado Frank para confrontar a versão de Conley, mas ele alegou que não iria pois seu advogado não estava na cidade, e mesmo quando este voltou Frank se recusou a confrontar Conley.
Pressionado devido aos furos em sua história, Conley contou uma nova versão dos fatos. Segundo ele, Frank teria lhe pedido para que o ajudasse a mover o corpo de Mary Phagan por $200. Quando indagado onde estava os $200, Conley disse que Frank  tinha tomado de volta. Conley também contou que no dia do assassinato, Frank teria dito: "Por que eu deveria ser enforcado? eu conheço gente poderosa no Brooklyn."
O jornal Georgian contratou  William Smith para ser o advogado de Conley. Smith era conhecido por defender negros na justiça, sendo que ele havia salvado um negro da forca acusado de estuprar uma mulher branca, além de ter ganhado um processo na Suprema Corte para uma idosa negra. Apesar de William Smith acreditar no terceiro depoimento de Conley, ele estava preocupado com suas inúmeras entrevistas a jornalistas, que estavam em grande parte do lado de Frank. Ele fez com que Conley parasse de dar entrevistas ao Georgian e que ele fosse transferido para outra cela.
Duas testemunhas depuseram contra Conley; Will Green, um homem que trabalhava com artes circenses, disse a policia que teria ouvido Conley falar que roubaria alguém naquele dia; e William Mincey, um vendedor de seguros que teria encontrado Conley bêbado na rua, ouviu da boca de Conley que ele já havia matado alguém naquele dia e que não queria matar outra pessoa. Mincey pensou ser uma piada de Conley. Todavia nenhum dos dois testemunhou no tribunal.

## Julgamento

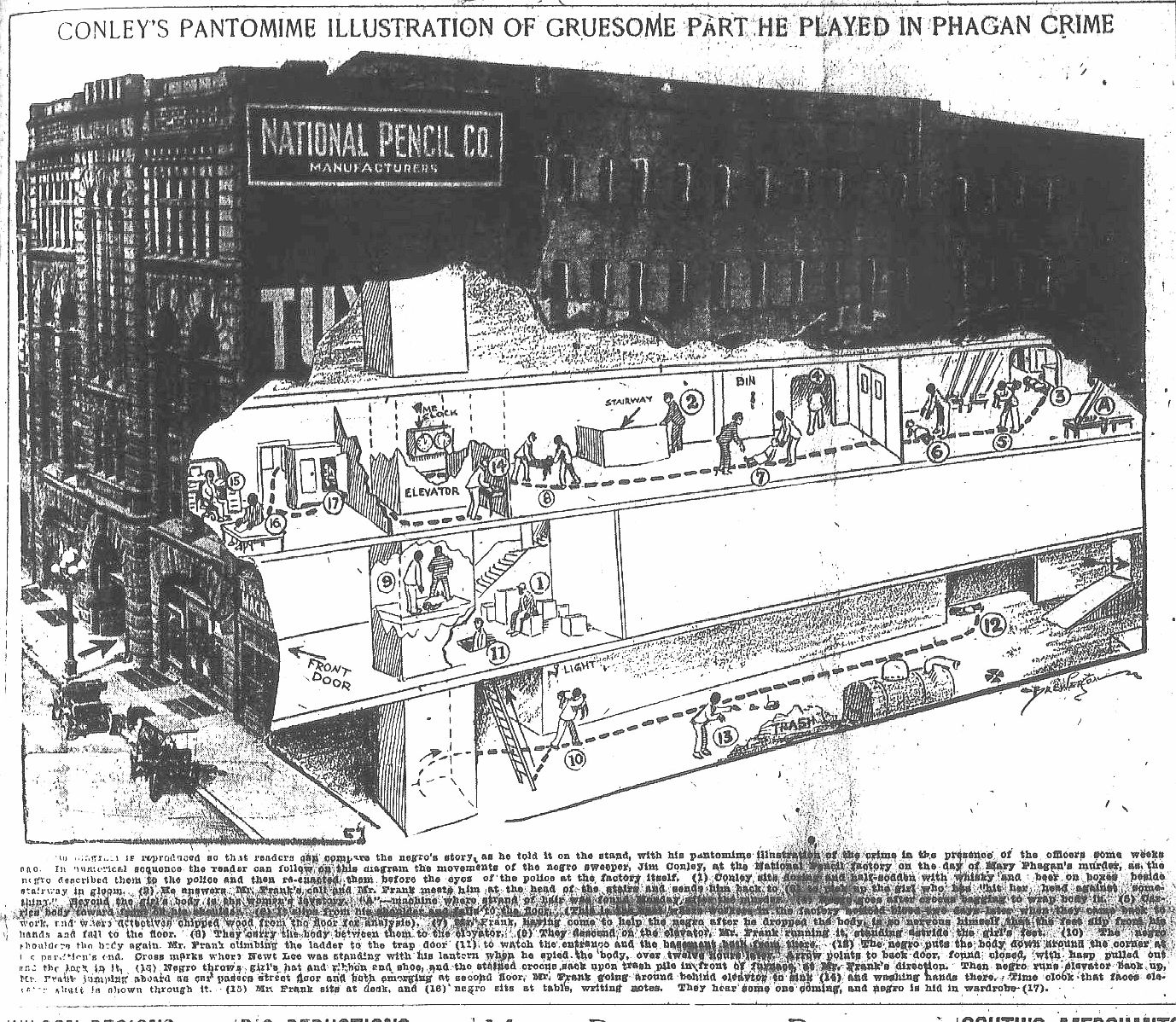
Diagrama do Atlanta Journal com relato de Jim Conley sobre os eventos após o assassinato de Mary Phagan.

Em 24 de maio de 1913, Frank Leo foi indiciado por assassinato. O promotor do julgamento foi Hugh M. Dorsey. Frank contratou oito advogados para sua defesa, sendo que alguns deles eram especialistas em escolha de jurados para júris populares. Dois jurados negros foram excluídos do caso.
A promotoria acreditava que o último depoimento de Conley era verdadeiro, e que Frank era o assassino, e que ele havia ditado a carta para Conley na tentativa de incriminá-lo. Já a defesa afirmava que quem era o assassino era Conley. A mesma defesa trouxe diversos álibis para mostrar que Frank não teria tido tempo para cometer o assassinato.
Em sua declaração final, Conley disse que Frank regularmente tinha relações sexuais em seu escritório, aos sábados, enquanto ele fazia guarda para que ninguém entrasse. Outras testemunhas, também com antecedentes criminais, confirmaram a historia de Conley. Embora Conley tenha mudado sua historia diversas vezes e mentido em grande parte dela, isso não prejudicou as teses da promotoria. Conley admitiu ser apenas um fantoche nesse caso, não surpreendendo que ele tivesse mentido no começo. Muitos críticos da época também concordaram com Conley, pois achavam que o negro não tinha inteligência o suficiente para inventar aquela complicada historia.
O jornal Georgian disse em uma reportagem que as pessoas estavam se perguntando se aquele negro, por mais esforço que tenha tido ou treinado, nunca poderia ter contado a história que contou se não houvesse um fundamento de realidade nela.
As testemunhas de defesa disseram que havia muitas pessoas na fabrica aos sábados, e que o escritório de Frank não tinha cortinas, sem contar que muitas funcionárias defenderam a atitude de respeito que o patrão tinha com as mulheres operárias da fábrica.
Frank falou em sua defesa própria em quase quatro horas de discurso. Grande parte de sua fala era uma descrição do seu trabalho no dia do crime e de como não poderia ter cometido o assassinato. Ele também explicou o motivo da sua tensão quando a policia o forçou a ir a fábrica, dizendo que qualquer um se sentiria incomodado em ir a um lugar onde se havia acabado de assassinar uma pobre garotinha. No encerramento da sua fala, o advogado de Frank desviou novamente a suspeita para Conley. O defensor de Frank, Luther Rosser, disse ao júri: "Quem é Conley? Ele é sujo, um rude, um preto, um bêbado, um criolo"."
Com a cobertura sensacionalista, a população de Atlanta se voltou contra Frank. A Defesa pediu providências, pois achava que o júri estava sendo pressionado. No caso de uma absolvição, o juiz temia pela segurança de Frank, e por isso ele elaborou uma cláusula com os advogados de Frank que não seria lido no veredicto final. Em 25 de agosto de 1913, Leo  Frank foi condenado por assassinato.

## Apelação
Frank apelou para  Corte Estadual da Geórgia mas seu pedido foi negado, assim como o seu pedido de liberdade á Suprema Corte Americana.
Após seus pedidos terem sido negados,  ele apelou por clemência ao governador da Geórgia, John M. Slaton, que revisou mais de 10,000 páginas do processo, sem contar mais e mais novos documentos que incriminavam Conley, como comparações entre as falas dele no julgamento com as frases da suposta carta de Phagan.
Em 20 de junho de 1915, o governador o poupou da morte e o condenou a prisão perpétua.
Todavia, o governador, em sua decisão final, disse à Suprema Corte que não havia duvidas que Frank fosse culpado.

## Linchamento

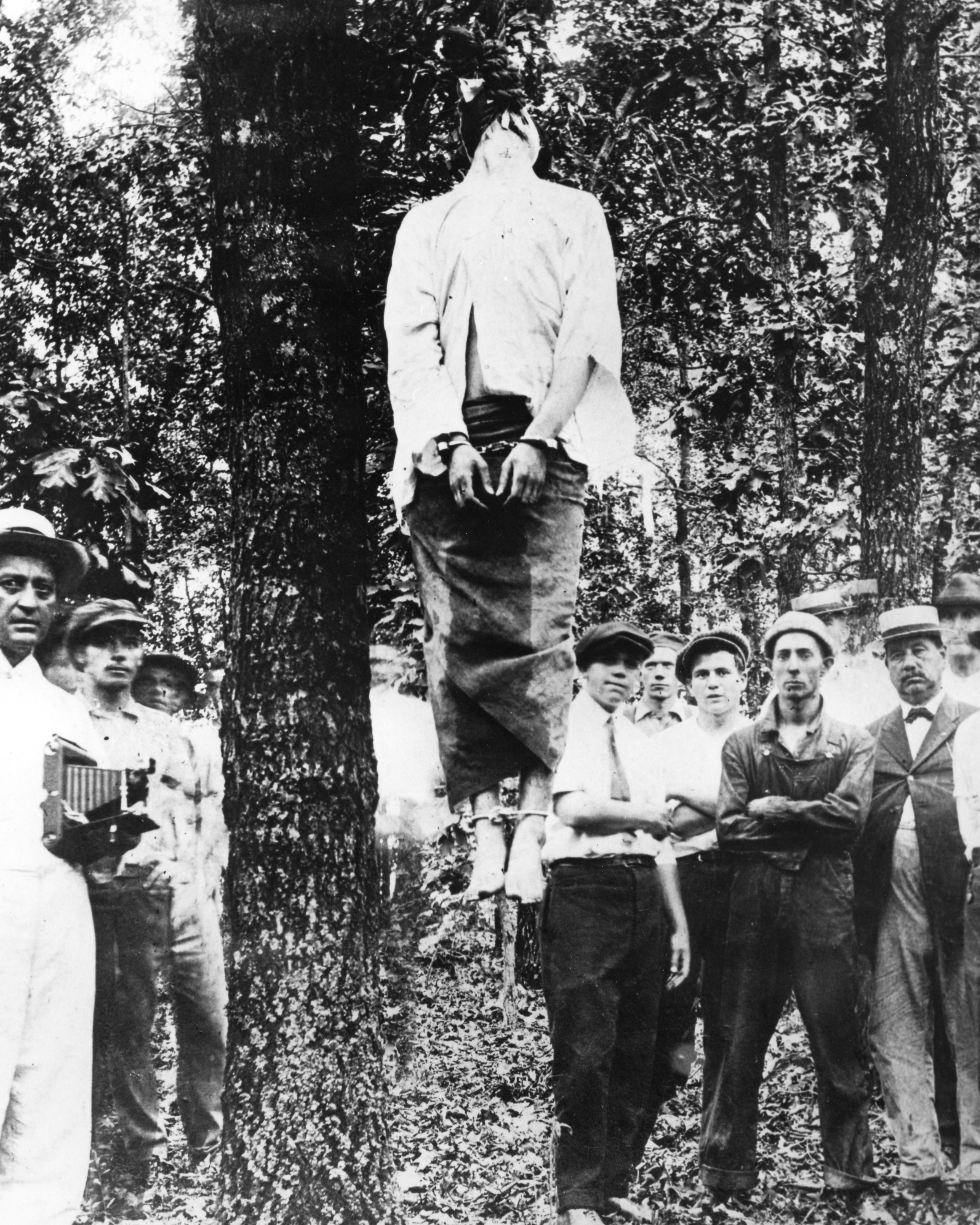
Linchamento de Leo Frank.

Um grupo chamado "Cavaleiros de  Mary Phagan" começou a organizar um plano para seqüestrar Frank da prisão e o levar para cidade de Marietta, na Geórgia, para depois o linchar. Eles recrutaram cerca de 30 homens hábeis para o sequestro. Entre estes homens estavam :
- Joseph Mackey Brown, ex-governador que já havia ameaçado Frank de linchamento durante o julgamento.
- Newton Morris, um juiz.
- Eugene Herbert Clay, filho do senador Alexander S. Clay, e ex-prefeito da cidade de  Marietta.
- John Tucker Dorsey, advogado e funcionário do governo.
- Fred Morris, advogado.
- Bolan Glover Brumby, dono de uma loja de móveis.

Sobre os participantes do grupo, o Washington Post escreveu: "Herbert Clay, filho de um senador americano... era provavelmente a mais importante pessoa da lista. Ele foi identificado com um dos organizadores do linchamento, assim como Moultrie McKinney Sessions, um advogado e banquerio, e John Tucker Dorsey, legislador e procurador de justiça. Outros nomes dos linchadores foram revelados, como  Gordon Baxter Gann, mais tarde prefeito de  Marietta e juiz estadual. Nenhum dos integrantes do grupo foi indiciado.'
Em 17 de agosto, os "Cavaleiros de Mary Phagan " sequestraram Frank da prisão em que ele estava numa ação bem organizada. Fortemente armados, eles invadiram a prisão e levaram Frank. O local do linchamento, a cerca de duas milhas de Marietta, já estava preparado assim como uma corda e um cadafalso improvisado feito pelo xerife William Frey, um dos conspiradores. Foi permitido a frank escrever uma carta para sua esposa, que foi entregue junto com sua aliança de casamento. Suas ultimas palavras: "I think more of my wife and my mother than I do of my own life."
O corpo de Frank foi transferido para uma funerária e depois enterrado no  Mount Hebron Cemetery de Nova York.

## Retratação
Em 1982, 69 anos após o julgamento de Frank, Alonzo Mann, de 83 anos, confessou que havia visto Jim Conley levando o corpo da jovem até o subsolo da fábrica. Disse, também, que não revelara esta informação na época porque sua mãe o proibira de se envolver. Em 1986, após uma minuciosa revisão do caso, o estado da Geórgia concedeu a Frank perdão post mortem.